# Costantino Ypsilanti
Costantinos Ypsilanti (in greco Κωνσταντίνος Υψηλάντης?; Costantinopoli, 1760 – Kiev, 24 giugno 1816) è stato un condottiero greco, ospodaro di Moldavia.

## Biografia
Fu iniziato in Massoneria nel 1784 nella loggia Zu den drei Saulen di Brașov. 
Invischiato in una cospirazione per liberare la  Grecia, appena scoperto, si rifugiò a Vienna, ma perdonato dal sultano nel 1799 venne dallo stesso nominato ospodaro di Moldavia. Deposto nel 1805, si rifugiò a San Pietroburgo e nel 1806, alla testa di un esercito di 30.000 russi, s'impadronì di Bucarest e si batté nuovamente per l'indipendenza greca.
La successiva pace di Tilsit 1807 in base alla quale la Russia rinunciava alla occupazione della Moldavia e della Valacchia accordandosi con Napoleone, ridusse a nulla le sue speranze di indipendenza dei greci.
Ritornò in Russia e morì a Kiev, dove prestò servizio come comandante della fortezza di Pechersk fino al 1807.
Lasciò cinque figli, due dei quali giocarono un ruolo rilevante nella Guerra di indipendenza greca: Alexandros e Demetrios.